# Мазепа (фильм, 1909)
«Мазепа» (1909) — немой художественный короткометражный фильм Василия Гончарова по мотивам поэмы А. С. Пушкина «Полтава» и либретто оперы «Мазепа».

## Сюжет
Гетман Мазепа просит руки Марии, дочери Кочубея, и получает отказ. Мария, ослушавшись воли отца, убегает с Мазепой. Кочубей посылает царю Петру донос на Мазепу, однако царь не верит навету и выдаёт Мазепе и донос, и доставившего его посланца. Кочубея хватают и сажают в темницу. Мать Марии просит дочь спасти отца от смерти, но Кочубея всё-таки казнят.

## Актёры
- Василий Степанов — Кочубей
- Андрей Громов — Мазепа
- Раиса Рейзен — Мария
- Антонина Пожарская — мать Марии

## История создания
Второй (после «Песни про купца Калашникова») фильм «исторической серии» киноателье Ханжонкова.
Из воспоминаний А. А. Ханжонкова:

«Какие-то дела фирмы помешали мне присутствовать на съёмках этой картины (продолжались эти съёмки не более 3-5 дней), но помню, что она не удалась и, выпущенная под названием „Мазепа“, успехом не пользовалась.»

Фильм вышел на экраны 6 ноября (27 октября по старому стилю) 1909 года. По указанию «Пушкинского кинословаря» — драма в 10 сценах, 1 ч, 350 (320) м. Т/Д «А.Ханжонков», 1909. Вып. 27.10.1909.
Фильм сохранился без надписей. Фильм перешёл в общественное достояние.